# Джибраєв Юрій Георгійович
Юрій Георгійович Джибра́єв (нар. 3 травня 1935, Ленінград) — український і російський скульптор і альпініст; член Спілки радянських художників України з 1969 року, Санкт-Петербурзької спілки художників та Петровської академії наук і мистецтв. Заслужений художник Російської Федерації з 2007 року.

## Біографія
Народився 3 травня 1935 року в місті Ленінграді (нині Санкт-Петербург, Росія). У 1961—1966 роках навчався у Ленінградському вищому художньо-промисловому училищі імені Віри Мухіної, де був учнем Володимира Інгала, Павла Якимовича, А. Прибильського.
Протягом 1966—1981 років жив і працював у Чернівцях, мешкав у будинку на вулиці Леніна, № 90, квартира № 1.

## Творчість
Працює в галузі станкової та монументальної скульптури. Серед робіт:
станкова скульптура
- «Змагання» (1966, гіпс);
- «Голова студентки» (1966—1967, оргскло);
- «Дівчина з Вижниці» (1968, алюміній);
- «Музика» (1968, метал);
- «Галя» (1968, камінь);
- «Портрет заслуженого майстра спорту з альпінізму Євгена Абалакова» (1969, гіпс тонований);
- «Портрет двічі Героя Радянського Союзу Івана Бойка» (1970, оргскло);
- «Портрет архітектора А. Єгорова» (1970, гіпс тонований);
- «О. Кулій» (1973, гіпс тонований).

меморіальні ансамблі
- «Пам'яті загиблих» у селі Дубовичах Сумської області (1967, бетон);
- «Скорботна жінка» у селі Кристауці Молдавської РСР (1968);
- «Воїн-визволитель» у селі Звенячині Чернівецької області (1970, бетон).

Автор:
- меморіальної дошки і пам'ятників відомим альпіністам СРСР: Володимиру Балибердіну (Санкт-Петербург, вулиця Басейна, № 47), А. Снєсарєву (Москва), Миколі Голубєву (Санкт-Петербург), В. Андрєєву (Москва)[3];
- пам'ятника «Ассирійцям Ленінграда, безвинно розстріляним і закатованим у ГУЛАГу в роки сталінських репресій» (співавтор Михайло Садо), встановленого 27 серпня 2000 року на Левашовському меморіальному кладовищі у Санкт-Петербурзі.

Брав участь у всеукраїнських виставках з 1966 року. Персональні виставки відбулися у Чернівцях у 1969 (разом з Євгеном Удіним), 1970 роках.
Роботи скульптора зберігаються у Чернівецькому художньому музеї.

## Спортивна і тренерська діяльність
У 1958—1959 роках був членом збірної команди СКА Ленінграда з велосипеда — призер 2-ї Спартакіади народів СРСР. Майстер спорту СРСР із велоспорту з 1959 року.
У 1964 році почав займатися альпінізмом. Здійснив понад 120 сходжень, включно з маршрутами 6-ї категорії складності у різних районах світу (СРСР, США, Непал, Індія, Італія). За 10 років сходжень — 22 нагороди різного ґатунку, з них 4 золоті медалі чемпіона СРСР. У його активі 31 маршрут 5-6 категорій складності.
У 1968 році став першим у СРСР Майстром спорту із гірського туризму. У 1970 році керував групою, що стала чемпіоном СРСР з гірських походів. Чемпіон I Меморіалу Єгорова (Ленінград) і організатор багатьох змагань із техніки гірського туризму (Карпати, Крим, Красна Поляна). Інструктор і старший тренер туристських таборів (Кавказ, Алтай).
Майстер спорту з альпінізму з 1978 року. Протягом 1980—1990 років очолював тренерську раду Федерації альпінізму Ленінграда. З 1994 по 2003 рік працював інструктором із гірської підготовки військ Ленінградського військового округу. Кавалер ордена «Едельвейс» II ступеня (№ 105).